# حدق مركزي
الحدق المركزي أو الكوتجيرا أو زبيب الصحراء الأسترالي أو الحَدَق الأُسْتُرَالِيّ نوع نباتات من الفصيلة الباذنجانية، يكثر في أستراليا.